# Thaix
Thaix település Franciaországban, Nièvre megyében. Lakosainak száma 43 fő (2022. január 1.). Thaix Isenay, Cercy-la-Tour, Fours, Montaron, Rémilly és Saint-Gratien-Savigny községekkel határos.

## Népesség
A település népessége az elmúlt években az alábbi módon változott:
| Lakosok száma | 63   | 58   | 55   | 50   | 48   | 46   | 44   | 43   | 43   |
|               | 2013 | 2015 | 2016 | 2017 | 2018 | 2019 | 2020 | 2021 | 2022 |